# 北德意志-劳埃德
北德意志-劳埃德(德語：Norddeutscher Lloyd)是一家德国航运公司，后来在1970年与赫伯合并成立赫伯罗特股份公司。